# NGC 3108
إن جي سي 3108 التي يرمز لها بالرمز NGC 3108، هي مجرة، في كوكبة مفرغة الهواء.

## الاكتشاف
اكتشفت في 28 يناير 1835، بواسطة جون هيرشل.